# Колесников, Геннадий Фёдорович
Геннадий Фёдорович Колесников (1926, Астраханская область — декабрь 2017, Москва) — советский государственный и хозяйственный деятель, заместитель министра морского флота СССР, лауреат Государственной премии СССР.

## Биография
Родился в 1926 году в семье рыбака в Астраханской области. В 1937 году вместе с родителями, которые завербовались на Дальний Восток, переехал в Хабаровский край, где после окончания 8 классов в 1943 году поступил в Николаевское-на-Амуре мореходное училище. В годы учёбы был секретарем комсомольской организации, работал старшим лаборантом судоводительского кабинета, принимал участие в многодневных лыжных агитпоходах.
В 1946 был принят в кандидаты и затем в 1947 в члены ВКП(б).
После окончания мореходного училища и прохождения практики на военноморских судах был направлен в Сахалинское пароходство, которое только что организовалось на базе Николаевского-на -Амуре Морского пароходства. В пароходстве был назначен сразу вторым помощником капитана, так как до училища работал матросом второго и первого класса, третьим помощником и последнюю практику в 1946 г вторым помощником капитана. Тогда это был сложный район плавания, самые старые суда — из 37 выпускников, направленных в сахалинское пароходство, осталось 5.
В 1962 закончил заочно Владивостокское Высшее Инженерное Морское училище.
В 1963 назначен начальником Сахалинского пароходства. Основной задачей для выполнения плана обеспечения нужд Сахалинской области в грузоперевозках считал главным обеспечение и закрепление квалифицированными кадрами. Для чего необходимо значительно улучшить социально бытовые условия и морякам ещё дать и загранплавание. В 1963 году в пароходстве было введено 4,5 тыс. квадратных метров жилой площади, ввод жилья постоянно увеличивался, и в 1972 году было введено 24 тыс. м², были построены 2 больницы, 3 поликлиники, 2 плавательных бассейна, профилакторий (первый в ММФ) с водо и грязе-лечебницей, загородние зоны отдыха и сауны. Загранплавание возросло за этот период более, чем в 30 раз. Все это позволило свести до минимума текучесть кадров.
С 1973 по 1977 — начальник объединение «Дальфлот». За время руководства Дальфлот утвердилось как самостоятельное хозрасчетное предприятие, работающее без опеки центрального аппарата. Были переведены на работу по расписанию Камчатское и нагаевское направлении. По жесткому расписанию начали впервые работать на порты Японии Фусики, Майдзуру и Цуруга. Внедрены грейферная и пакетная переработка экспортного и каботажного леса. Впервые организовали работу укрупненных комплексных хозрасчетных бригад портовых рабочих с ответственностью за обработку полностью всего судна.
С 1977 по 1981 — заместитель министра морского флота по кадрам, одновременно руководил Главной морской инспекцией, Совсудоподъем и Морсвязьспутником.
С 1981 по 1988 — Генеральный представитель Министерства Морского Флота СССР в Народной Республике Болгария.
Скончался в начале декабря 2017 года в Москве на 92-м году жизни.

## Награды
- Государственная премия СССР (за строительство морской паромной переправы Ванино — Холмск)
- два Ордена Трудового Красного Знамени
- ряд медалей
- Медаль «Ветеран труда»
- Почётный работник морского флота